# Porträtt av påven Leo X med kardinalerna Giulio de' Medici och Luigi de' Rossi
Porträtt av påven Leo X med kardinalerna Giulio de' Medici och Luigi de' Rossi (italienska: Ritratto di papa Leone X con i cardinali Luigi de' Rossi e Giulio de' Medici) är en oljemålning av den italienske renässanskonstnären Rafael. Den målades omkring 1518–1519 och ingår i samlingarna på Uffizierna i Florens. 
Målningen föreställer påve Leo X (Giovanni de' Medici), son till Lorenzo de' Medici, som flankeras av Giulio de' Medici, den blivande påve Clemens VII, till vänster och Luigi de' Rossi (1474–1519), hans kusin, till höger. Målningen sändes till Florens 1518 inför bröllopet mellan Lorenzo II de' Medici och Madeleine de La Tour d'Auvergne. Leo X är främst ihågkommen som en gynnare av konst och litteratur. Han samlade flera av Roms ledande konstnärer, filosofer och författare kring sig. 
Detta porträtt visar Rafaels virtuosa utförande av tyg i harmoniska färgnyanser. Han varken smickrade eller anpassade sina modeller efter renässansens människoideal. Leo X är inte porträtterad som någon skönhet; hans trumpna, feta ansikte är återgivet med stor precision. Samtidigt utstrålar han makt och värdighet och de båda kardinalerna hamnar helt i hans skugga. Tizian tog sannolikt intryck av tavlan när han målade Paulus III och hans nepoter 1546.